# 陶片山

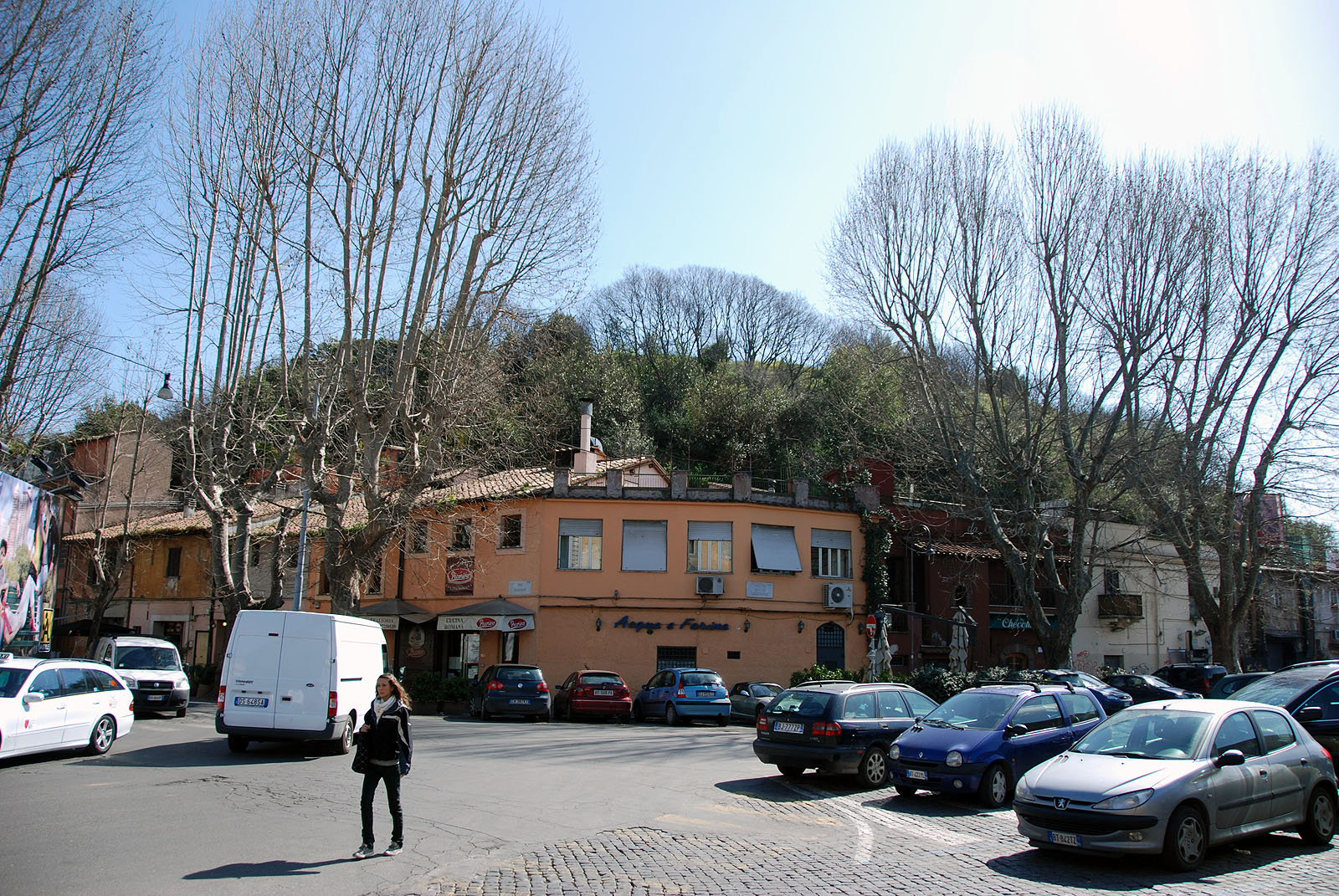
陶片山

陶片山（義大利語：Monte Testaccio）是古罗马城居民丢弃陶器形成的小山。海拔54米，高出地面36米，占地面积达22000平方米。陶片被倒上了石灰，以固定山体。许多陶罐是装橄榄油的，因此能固定的很好。罗马的泰斯塔西奥区得名于此地。